# Peter Rohwein
Peter Rohwein (ur. 26 czerwca 1962 w Isny im Allgäu) – niemiecki (RFN) skoczek narciarski, obecnie trener. W Pucharze Świata startował w latach 1981–1988. Jego największym sukcesem w zawodach PŚ było zajęcie szóstego miejsca w Chamonix (1985). Brał także udział w igrzyskach olimpijskich w Calgary w 1988, gdzie zajął wraz z kolegami szóste miejsce w konkursie drużynowym na dużej skoczni.
W latach 2000–2004 był trenerem reprezentacji Niemiec w kombinacji norweskiej. Pod jego wodzą Ronny Ackermann dwukrotnie zdobył Puchar Świata oraz złoty i srebrny medal Mistrzostw Świata w Val di Fiemme (2003). W latach 2004–2008 był trenerem niemieckich skoczków narciarskich. Jego zawodnicy zdobyli m.in. srebrny medal w konkursie drużynowym na normalnej skoczni podczas Mistrzostw Świata w Oberstdorfie (2005) i brązowy medal w konkursie drużynowym podczas Mistrzostw Świata w lotach w Tauplitz (2006).